# Jochen Fraatz
Jochen Fraatz (Cuxhaven, 14 de dezembro de 1956) é um ex-jogador de handebol profissional alemão. Ganhou medalha de prata nos Jogos Olímpicos de Verão de 1984.
Jochen Fraatz fez parte do elenco 10º lugar em Barcelona 1992. 